# NGC 2367
NGC 2367 је расејано звездано јато у сазвежђу Велики пас које се налази на NGC листи објеката дубоког неба.
Деклинација објекта је - 21° 52' 54" а ректасцензија 7h 20m 6,0s. Привидна величина (магнитуда) објекта NGC 2367 износи 7,9. NGC 2367 је још познат и под ознакама OCL 621, ESO 559-SC5.